# Mister International 2007
Ne doit pas être confondu avec Mister Monde 2007 ou Manhunt International 2007.
Mister International 2007 fut la deuxième édition du concours mondial de beauté masculine Mister International. Le concours se déroula le 31 décembre 2007 à Kuching, en Malaisie. Parmi les 17 candidats qui se sont présentés à cette élection (19 l’année précédente), ce fut Alan Bianco Martini du Brésil qui succéda au Libanais Wissam Hanna.

## Résultats

### Classement
| Place                     | Candidat |
| ------------------------- | --- |
| Mister International 2007 | - Brésil – Alan Bianco Martini |
| 1er dauphin               | - Corée du Sud – Oh Jong Sung |
| 2e dauphin                | - Grèce – Aristotelis Spyridon Bolovinos                                                                                               |
| 3e dauphin                | - Venezuela – Alberto Agusto García Gómez                                                                                              |
| 4e dauphin                | - Liban – Bassel Abou Hamdan |
| Top 10                    | - Costa Rica – Berni Madrigal - Inde – Nikhil Dharwan - Lettonie – Armands Berzins - Singapour – Gabriel Goh - États-Unis – Jacob Hill |

### Récompenses spéciales
| Titre                                             | Candidat                                     |
| ------------------------------------------------- | -------------------------------------------- |
| Mister Photogenic (Photogénique)                  | - Venezuela – Alberto Agusto García Gómez    |
| Mister Congeniality (Sympathie)                   | - Guatemala – Gudiel Osberto Rivera Mansilla |
| Mister Spirit (Esprit, caractère)                 | - Brésil – Alan Bianco Martini               |
| Best National Costume (Meilleur costume national) | - Liban – Bassel Abou Hamdan                 |

## Participants
- Brésil – Alan Bianco Martini
- Canada – Lawrence Leung
- Corée du Sud – Oh Jong Sung
- Costa Rica – Berni Madrigal
- Égypte – Amr Samaha
- États-Unis – Jacob Hill
- Grèce – Aristotelis Spyridon Bolovinos
- Guatemala – Gudiel Osberto Rivera Mansilla
- Inde – Nikhil Dharwan
- Italie – Raffaele Merico
- Lettonie – Armands Berzins
- Liban – Bassel Abou Hamdan
- Malaisie – Adib Bin Othman
- Singapour – Gabriel Goh
- Sri Lanka – Amila Karunanayake
- Taïwan – Allen Hsu
- Venezuela – Alberto Agusto García Gómez